# پرواز شماره ۱۸۵ سیلک ایر

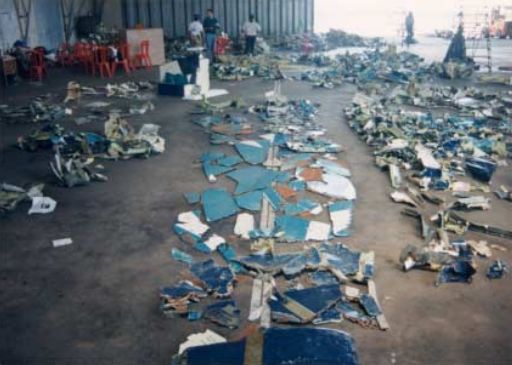
اشیا و بقایای هواپیمای سانحه دیده، جمع‌آوری شده از رودخانه پالمبنگ

پرواز شماره ۱۸۵ سیلک ایر (انگلیسی: SilkAir Flight 185) پرواز مسافری برنامه‌ریزی شده شرکت سیلک ایر از مبدأ جاکارتا، اندونزی، به مقصد سنگاپور در تاریخ ۱۹ دسامبر ۱۹۹۷ میلادی که در رودخانه موس در نزدیکی پالمبنگ در جنوب سوماترا، اندونزی، سقوط کرد و تمام ۹۷ مسافر و هفت خدمه پرواز در این سانحه کشته شدند.

## بررسی و مناقشه علل سقوط
این موضوع توسط دو سازمان مستقل مورد بررسی قرار گرفت و در مورد علت سقوط اختلاف نظر اساسی وجود دارد.
کمیته ملی ایمنی حمل و نقل اندونزی (NTSC) به رهبری استادیار مهندسی: «اُتارجو دیران» در گزارش خود اعلام کرد علت قطعی سقوط را به دلیل از بین رفتن شواهد، نمی‌توان دقیقاً اعلام کرد. با توجه به اینکه این هواپیما توسط شرکت «بوئینگ» در ایالات متحده ساخته شده نمایندگان انجمن ایمنی حمل و نقل ملی ایالات متحده (NTSB) نیز در این تحقیقات شرکت کردند. مسؤل ایمنی حمل و نقل ایالات متحده، «گِرگ فیت»، از تفسیر اطلاعات جعبه سیاه نتیجه گرفت:سقوط ناشی از کنترل عمدی پرواز و به احتمال زیاد توسط کاپیتان انجام شده‌است.
پس از تحقیقات مستقل و محرمانه هیئت عالی دادگاه لس آنجلس دربارهٔ سانحه، بدون لحاظ کردن نتیجه‌گیری‌های NTSB، تصمیم بر این شد تا علت عمده این سقوط را در علل حادثه دیگر بوئینگ‌های مشابه پیدا کنند. این نقص که قبلاً باعث حادثه در ۷۳۷های مشابه شده بود شامل معیوب بودن دریچه درایو در واحد کنترل قدرت (PCU) بوده که باعث عدم اعمال کنترل بر سکان هواپیما شده و این مورد بایستی توسط انجمن ایمنی حمل و نقل(NTSB) و تولیدکننده مورد بررسی قرار گیرد و در نهایت سلامت قطعه تأیید و عدم وجود نقص اعلام شد اما بررسی مجدد توسط محققان مستقل و اسکن میکروسکوپ الکترونی منجر به اعلام این نتیجه شد که ممکن است نقص موردی در واحد کنترل قدرت، باعث سخت و غیرقابل کنترل شدن (بیش از حد توان خلبان) فرمانهای کنترل شده و این امر منجر به سقوط شود. تولیدکننده کنترل سکان هواپیما و خانواده‌های آسیب دیده، بعد به یک توافق خارج از دادگاه رسیدند.
پرواز ۱۸۵ سیلک ایر، چهارمین سانحه بزرگ منجر به مرگ در خطوط هوایی اندونزی پس از پرواز شماره ۱۵۲ گارودا اندونزی، پرواز شماره ۸۵۰۱ هواپیمایی ایرآسیا اندونزی، و پرواز شماره ۰۹۱ خطوط هوایی ماندالا می‌باشد.

## مسافرین و خدمه
جلسه مطبوعاتی سیلک ایر در ۱۹ دسامبر ۱۹۹۷ میلادی به ملیت تعدادی از مسافرها اشاره کرد و روز پس از آن جزئیات خدمه و مسافرها را با جزئیات کامل اعلام کرد.

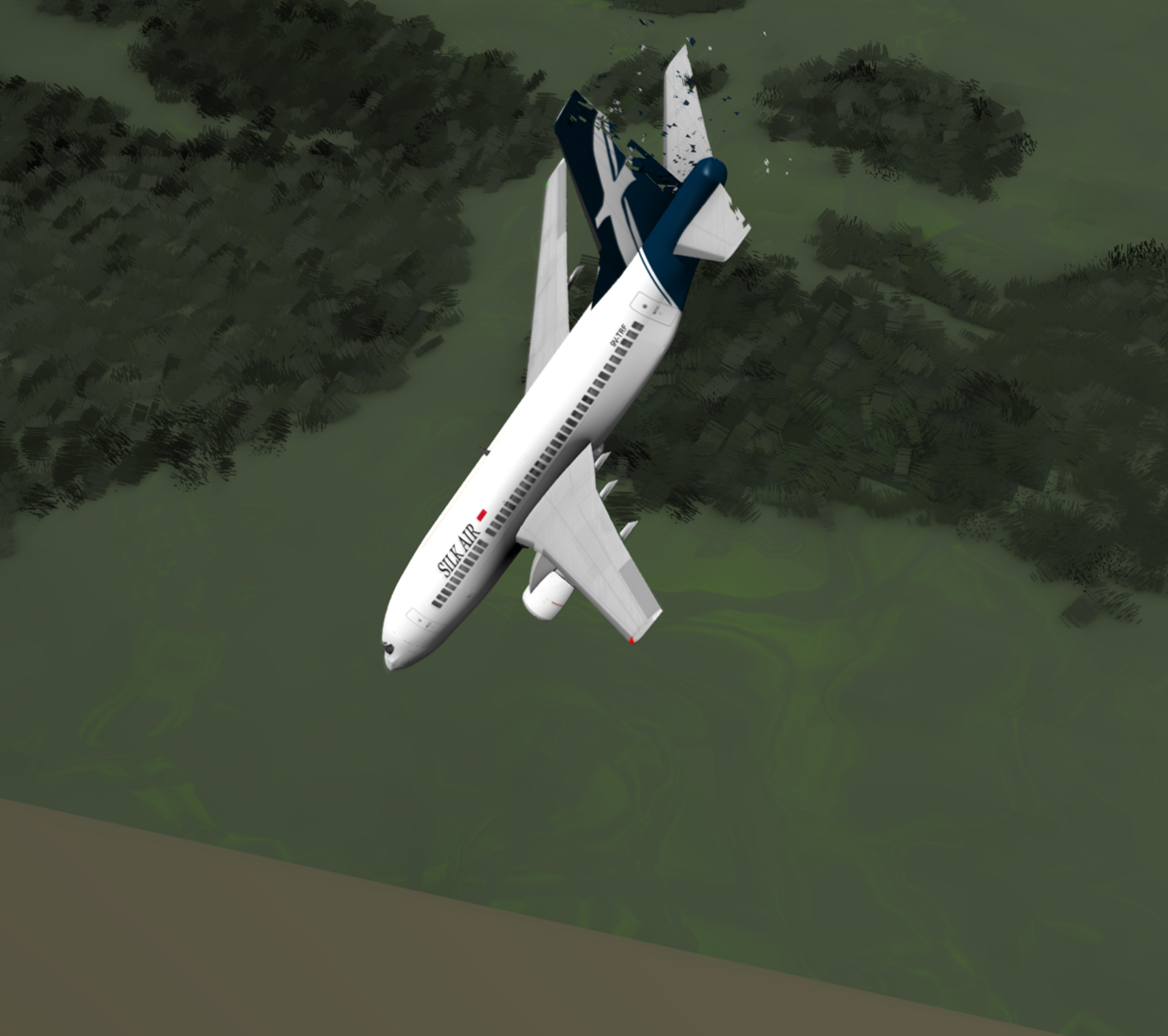
تصویر گرافیکی بررسی سقوط پرواز ۱۸۵ سیلک ایر

| ملیت            | مسافرها | خدمه | جمع |
| --------------- | ------- | ---- | --- |
| سنگاپور         | ۴۰      | ۶    | ۴۶  |
| اندونزی         | ۲۳      | ۰    | ۲۳  |
| مالزی           | ۱۰      | ۰    | ۱۰  |
| ایالات متحده    | ۵       | ۰    | ۵   |
| فرانسه          | ۵       | ۰    | ۵   |
| آلمان           | ۴       | ۰    | ۴   |
| بریتانیا        | ۳       | ۰    | ۳   |
| ژاپن            | ۲       | ۰    | ۲   |
| بوسنی و هرزگوین | ۱       | ۰    | ۱   |
| اتریش           | ۱       | ۰    | ۱   |
| هند             | ۱       | ۰    | ۱   |
| تایوان          | ۱       | ۰    | ۱   |
| استرالیا        | ۱       | ۰    | ۱   |
| نیوزلند         | ۰       | ۱    | ۱   |
| مجموع           | ۹۷      | ۷    | ۱۰۴ |

## سایر منابع
- "印尼国家交通安全委员会调查结论：没有证据显示朱卫民 股票交易影响飞行表现." Lianhe Zaobao. 15 December 2000.
- Pan, Junqin (潘君琴 Pān Jūnqín) and Lin Shunhua (林顺华 Lín Shùnhuá). "胜安空难诉讼案 副机师：朱卫民曾尝试以“令人怕”方式降陆." Lianhe Zaobao. 7 April 2001.